# 대전 시티즌 2007 시즌
대전 시티즌 2007 시즌은 대전 시티즌이 K리그에 참가한 11번째 시즌이다. 최윤겸 감독이 팀을 이끈 5번째 시즌이었으나 폭행 사건으로 중도 해임되고 김호 감독이 잔여 시즌 동안 팀을 이끌었다. 주장은 강정훈이 맡았다. 팀은 FC 서울에 다득점에서 앞선 덕에 14팀 중 리그 6위에 오르며 사상 첫 플레이오프 진출에 성공했으나 6강 PO에서 리그 3위 울산 현대에게 2대 0으로 져 탈락했다.

## 선수단
- GK : 최은성, 양동원, 유재훈
- DF : 김창수, 김형일, 최윤열, 임충현, 주승진, 최거룩, 김준민, 장현규, 우승제, 이세인
- MF : 브라질리아, 이성운, 임영주, 강정훈, 박도현, 고종수, 나광현, 황규환, 조재민, 민영기, 황병주, 이도성, 김용태
- FW : 데닐손, 슈바, 정성훈, 박주현, 페르난도, 최근식, 타이슨